# Zahie Téllez
Maria Guadalupe Zahie Téllez Neme (Mazatlán, 14 de noviembre de 1974) es una chef especializada en cocina mexicana e italiana, conocida por su participación en programas de televisión enfocados en cocina. Fue una de las jueces en la edición MasterChef Celebrity de 2023 y 2024.

## Trayectoria
Zahie Téllez, con familia de ascendencia libanesa y mexicana, estudió la carrera de Economía y Ciencias Políticas en la ITAM. Tras graduarse, trabajó 9 años en la Secretaría de Hacienda y Crédito Público. A los 32 años, decidió cambiar de enfoque y estudiar gastronomía en el Instituto Gastronómico Letty Gordon para después irse a Italia a hacer un diplomado en gastronomía y una maestría en cocina italiana.
Al regresar a México, trabajó como chef en el restaurante Salotto. Llegó a la televisión tras hacer un casting para el canal de televisión Gourmet, donde condujo los programas "Platos de Cuchara" y "Sazón Casero". Otros programas que ha conducido son “Los favoritos de Zahie”, “Enchilarte”, “Sabor a Milpa”, “Amigos a la mesa”, “Las mejores recetas Zahie”, “De Chile mole y pozole” y “Recetas caseras”. En 2023, publicó un libro titulado Mi historia a través de los sabores, donde preservó su herencia gastronómica familiar.Es socia de 4 restaurantes en Europa.  
Es autora del libro “Mi historia a través de los Sabores” AmbarEditores, 2023

### Reconocimientos
En 2010, recibió el premio "Amico della cucina italiana nell mondo", otorgado por la Academia Italiana della Cucina, y Presea 2010, por la Academia Italiana de Cocina, Ciudad de México, por su trabajo a favor de la difusión de la cocina italiana regional en el mundo.
En 2019, recibió la medalla al Mérito Turístico por parte del Congreso de la Ciudad de México en la categoría Fomento al Turismo desde el arte, la cultura y la gastronomía.
El 19 de marzo de 2023, se presentó ante el Instituto Nacional de Investigaciones Forestales, Agrícolas y Pecuarias (INIFAP) el nuevo híbrido de maíz azul H-303 Zahie, nombrado por el Dr. Luis Ángel Rodríguez del Bosque, de la Dirección General, en honor a la chef Téllez, quien colaboró en los programas diálogo "INIFAP en tu mesa” y “Comida prehispánica".
En noviembre de 2024 recibió el premio del Ángel del Turismo dentro de la categoría “mejor experiencia gastronómica” 

## Participación en MasterChef
La chef Téllez hizo su primera aparición en el programa en el capítulo 10 de la temporada MasterChef Junior 2016 como chef invitada. La chef le dio a la ganadora de la Caja Misteriosa de la semana (Alana Lliteras) la tarea de elegir con qué ingredientes van a cocinar Alana y sus compañeros, y como parte de su ventaja, le dio a la niña una pequeña clase privada y le dio consejos sobre que ingredientes puede usar para su platillo.

En 2023, la chef Téllez fue invitada a ser parte del panel de jueces en el programa de cocina de realidad MasterChef Celebrity junto a los chefs Poncho Cadena y Adrián Herrera. Al año siguiente, participó nuevamente como jueza en el programa.

## Sitios externos
- Página oficial